# Giorgio di Trebisonda
Giorgio di Trebisonda (o da Trebisonda) detto il Trapezunzio (Candia, 3 aprile 1395 – Roma, tra il 1472 e il 1473) è stato un filosofo e umanista bizantino. Giocò un ruolo importante nella diffusione della lingua greca in Italia e nella traduzione diretta dei classici greci. In filosofia contribuì in modo incisivo, anche se non ortodosso, al dibattito tra platonismo e aristotelismo. Acuto, brillante, colto, grande oratore ma "la folle sua presunzione lo trasse ad abusare spietatamente di questi insigni doni della fortuna così, che non di rado fu ridotto all'infelicità, all'inopia, all'esilio".

## Infanzia
Giorgio di Trebisonda (o da Trebisonda), sebbene nato a Candia (città dell'isola di Creta), proveniva da una famiglia originaria dell'impero di Trebisonda: per questo poté darsi il patronimico latino di Trapezunzio (cioè "da Trebisonda"). Lo fece non perché fosse attaccato alla terra di provenienza della sua famiglia quanto perché, quando partì per l'Italia, non voleva che si sapesse che era di Creta in quanto, grazie alla fama di Epimenide, era stereotipo comune che i cretesi fossero bugiardi.

## Il periodo nella repubblica di Venezia
Nel 1419, all'età di ventiquattro anni, andò a Venezia, come copista, su invito del mecenate Francesco Barbaro che gli fece avere anche la cittadinanza veneziana e lo avviò allo studio del latino prima presso Guarino Veronese e poi presso Vittorino da Feltre.
Cominciò, nel 1420, a dare lezioni private di greco e filosofia a Vicenza, poi nel 1422 tornò a Venezia, dove rimase fino al 1425 sempre continuando con le lezioni private. L'anno successivo Giorgio si spostò nuovamente a Vicenza, perché gli era stato assegnato un posto come maestro pubblico, stipendiato dalla repubblica di Venezia. Ma entrato in contrasto, per gelosia, con Guarino Veronese, che conosceva meglio il greco di quanto lui conoscesse il latino, nel 1427 fu costretto ad abbandonare il lavoro e a trasferirsi a Roma dove, nel 1430, aprì una scuola d'eloquenza. Il successo delle sue lezioni fu tale che accorrevano per parteciparvi non solo da tutta l'Italia ma anche dalla Francia, dalla Germania, dalla Spagna.

## Al servizio del Papa e la parentesi bizantina

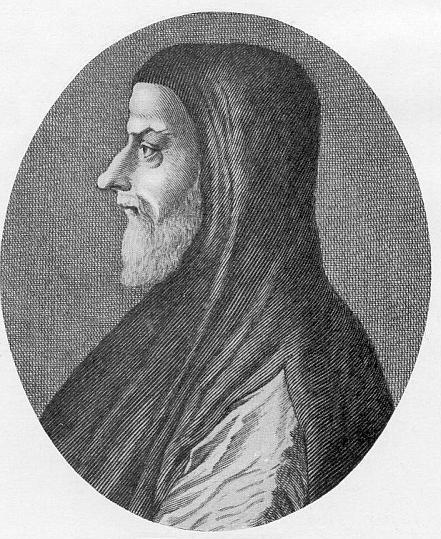
Il cardinale e umanista Giovanni Bessarione

Nel 1427, per la fama acquisita e su segnalazione dei suoi amici veneziani, papa Eugenio IV decise di assumerlo nella curia papale, quindi nel 1434 fu costretto a seguire il pontefice nel suo esilio fiorentino. Come membro della segreteria papale partecipò al Concilio Ecumenico sia nella sede di Ferrara che in quella di Firenze, dove ebbe modo di incontrare la nobiltà bizantina di massimo rango, tra cui lo stesso basileus dei romei, Giovanni VIII Paleologo, nonché gli accompagnatori dell'imperatore Giorgio Scolario (futuro Patriarca di Costantinopoli, sotto il nome di Gennadio II), Demetrio Paleologo (fratello dell'imperatore) e soprattutto Bessarione e Giorgio Gemisto Pletone.
A Firenze, Trapezunzio fece anche vita accademica e per un anno riuscì pure ad insegnare eloquenza nello Studio fiorentino. Poi però, nel 1443 dovette fare ritorno a Roma, sempre al seguito di Eugenio IV, dove fu nominato segretario apostolico.
Nel 1450 il papa umanista sarzanese Niccolò V gli affidò la traduzione dal greco dell'Almagesto di Claudio Tolomeo, secondo l'uso del tempo che prevedeva la riduzione al minimo di qualsiasi possibile influenza araba nella tradizione dei testi classici.

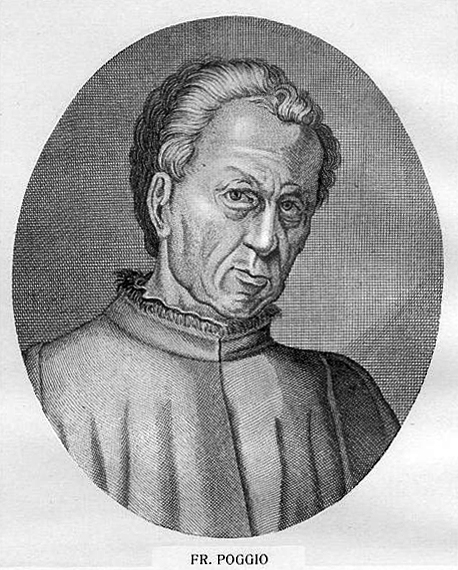
L'umanista e storico Poggio Bracciolini

In un periodo non precisato, Giorgio di Trebisonda andò via da Roma e si trasferì nella capitale dell'impero bizantino, Costantinopoli, dove diede lezioni private di greco, latino e filosofia, e rimase fino al 1452.
Quando Giorgio tornò a Roma, gli venne confermato il posto di segretario apostolico anche sotto Niccolò V che parallelamente agli incarichi di curia lo impiegò anche nella traduzione di vari classici greci. Il nuovo papa, però, cominciò a radunare alla corte pontificia alcuni tra i migliori umanisti del tempo, tra cui su tutti spiccava Poggio Bracciolini, che cominciarono a mettere in ombra le doti filologiche di Trapezunzio. In quel periodo, all'inizio del 1452 (appena tornato da Costantinopoli), presentò la sua traduzione in latino delle Leggi di Platone che dedicò alla repubblica di Venezia, esaltando nella prefazione, sia Platone come filosofo politico sia la repubblica veneta che, secondo lui, aveva fatto sue le idee del pensatore greco. In realtà la traduzione di Trapezunzio era piena di errori, se non di manipolazioni, e non ci volle molto prima che il cardinale Bessarione, suo compatriota, lo smentisse. Per la qual cosa rimase si altamente ferito l'intrattabile amor proprio del Trapezunzio che giurò un implacabile odio non solo all'ottimo Bessarione quantunque suo compatriota e suo generoso benefattore ma ancora allo stesso ateniese filosofo.
A seguito di questa figuraccia, il 4 maggio 1452, mentre tutti i segretari apostolici erano riuniti al Teatro di Pompeo per correggere alcuni documenti, Poggio Bracciolini fece alcune osservazioni ironiche sulla vicenda. Giorgio per tutta risposta, dato che "era un uomo di carattere violento e presontuoso, di modi rotti, facile a prender briga con tutti", dette un pugno in faccia a Bracciolini. Ne nacque una rissa fuoribonda tra i due che dalle sole mani passò presto alle spade. Ma, per il tempestivo intervento dei colleghi, nessuno dei due si fece male. Quando il papa seppe dell'accaduto lo fece arrestare e incarcerare, poi lo invitò ad abbandonare Roma.

## Alla corte di Alfonso V
Giorgio fu accolto a Napoli, alla corte di Alfonso V d'Aragona, dove cominciò a meditare la sua vendetta. È necessario premettere che la ruggine tra Poggio e Giorgio andava al di là delle mere questioni di latino. Infatti tempo prima Trapezunzio si era impossessato di una liquidazione della cancelleria che spettava a Poggio e, non contento, l'aveva prestata a usura disgustando Bracciolini sia per l'appropriazione indebita ai suoi danni sia per l'immoralità dello strozzinaggio. Rigirando la frittata, Trapezunzio denunciò Bracciolini di furto e chiese ad Alfonso, che si trovava in Toscana con il suo esercito, di passare da Terranuova e di sequestrargli tutti i beni, cosa che ovviamente non avvenne. Allora Giorgio scrisse una lettera a Niccolò V sostenendo che Poggio avesse inviato a Napoli dei sicari per ucciderlo ma anche questa lettera si rivelò piena di bugie e, fortunatamente per Giorgio, essa non ebbe conseguenze.
La vendetta di Trapezunzio si consumò quando Alfonso chiese il parere di Giorgio sulla traduzione della Ciropedia di Poggio. Siccome Alfonso, pur avendogli ordinato la traduzione, di greco non sapeva nulla, volle l'opinione definitiva di Giorgio che naturalmente stroncò l'opera facendo precipitare la fama di Bracciolini presso la corte di Napoli.

## Il ritorno a Roma e poi a Venezia
Nonostante tutto, nel 1455, papa Niccolò V, su intercessione di Vittorino da Feltre, lo riabilitò e gli rese il suo posto alla cancelleria vaticana che mantenne anche con Callisto III e Pio II.
Improvvisamente, nel 1459, Trapezunzio fu costretto ad abbandonare Roma per un'altra rissa, stavolta con un certo Giovanni Toscanella, umanista ma anche malavitoso romano, e ritornò a Venezia dove, tra il 1460 e il 1461, insegnò alla scuola della cancelleria ducale. Poi, nel 1462, si fece di nuovo imprigionare per aver molestato una ragazza e, una volta rilasciato, si mise a compilare le Comparationes philosophorum Aristotelis et Platonis (che finì nel 1464), in cui, per vendicarsi di Bessarione, voltata gabbana, elogiava la filosofia di Aristotele mentre ridicolizzava quella di Platone "fin a posporlo a Maometto come legislatore". Ne nacque un'accesa disputa accademica e Trapezunzio "entrò subito nella lite con una tal violenza, che fece maravigliare ognuno: era aristotelico ma attaccò platonici ed aristotelici col medesimo furore; li chiamò non philosophos sed philotenebras; aggiunse villanie e scurrilità d'ogni sorte; finalmente non contento di avere oltraggiato i vivi si volse contro i morti. Platone secondo lui, s'era abbandonato a tutti i vizi, dato alla gola, alla libidine, ad ogni crapula; era uomo senza fede, senza dignità, senza onore, e così via discorrendo".

## I viaggi nell'Europa Orientale
Dopodiché abbandonò l'Italia e tornò alla natia Candia, da dove partì alla volta di Costantinopoli, dove tornava per la seconda volta. Ma ora le cose erano cambiate perché Costantinopoli non era più la capitale dell'impero bizantino; infatti la città nel 1453 era caduta nelle mani dei turchi ottomani che ne avevano fatta la capitale del loro impero. Intraprese comunque questo viaggio con la speranza di riuscire a farsi accogliere dal sultano ottomano Mehmet II e di mettersi al suo servizio, ma non ci riuscì.

## L'ultimo periodo romano e morte
Allorché fu eletto papa Paolo II, che era stato suo allievo, Trapezunzio rientrò a Roma nel 1466, sperando di ricevere grandi onori. Paolo II invece lo fece di nuovo arrestare, perché vicino agli abbreviatori, che avevano congiurato contro di lui e lo avevano ridicolizzato con varie invettive. Ma dopo quattro mesi di carcere a Castel Sant'Angelo, Paolo II lo graziò in virtù dell'età avanzata e delle gravi condizioni di salute. Giorgio perse piano piano la vista e le capacità motorie, finché non si appannarono anche la lucidità e la memoria.
Giorgio di Trebisonda morì tra il 1472 ed il 1473, lasciando due figli, Andrea e Jacopo, che salirono agli onori delle cronache quando avvelenarono il matematico Giovanni Regiomontano che voleva pubblicare un'opera che sbugiardasse definitivamente Giorgio di Trebisonda per gli errori della sua traduzione della Sintassi matematica e dell'Almagesto di Tolomeo. Ma se la cavarono con l'insufficienza di prove: contemporaneamente all'omicidio, a Roma, imperversava la peste e nessuno se la sentì di fare l'autopsia.

## Opere

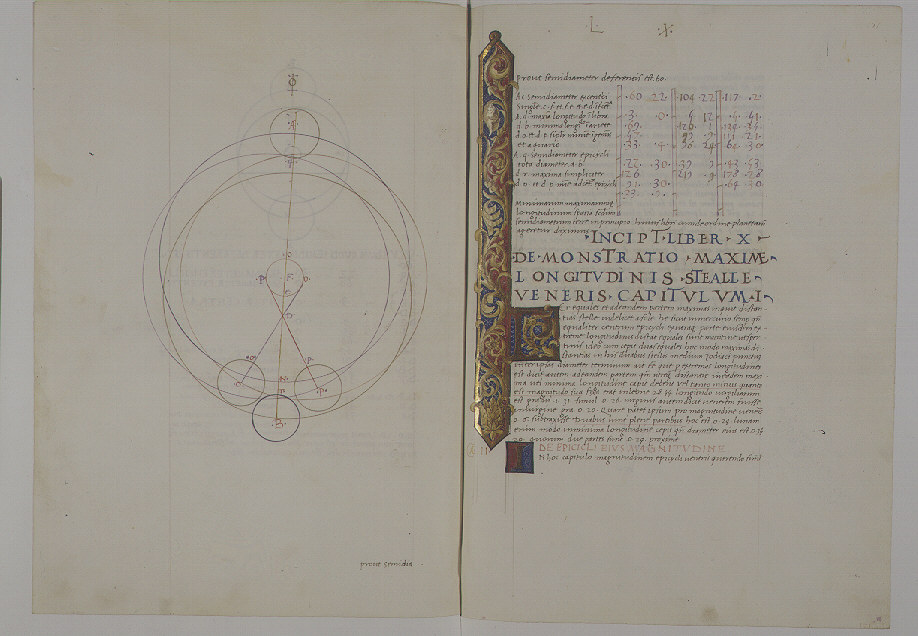
Pagina del libro X del commentario Almagest, di Giorgio di Trebisonda, del 1482.

In Greco (in ordine di pubblicazione):
- Πρὸς τὸν ὑψηλότατον καὶ θειώτατον Βασιλέα Ῥωμαίων Ἰωάννην τὸν Παλαιολόγον pubblicata anche nella versione latina Epístola ad excelsissimum sacratissimumque Regem Romanorum Joannem Palaeologum, Ingolstadt, 1604.
- Πρὸς Ἰωάννην τὸν Κουθοκλήσιον περὶ τῇς ἐκπορεύσεως τοῦ Ἀγίου Πνεύματος, Ad Joannis Cuboclesium de Processione Spiritus Sancti, Roma, 1652 in Graecia Orthodoxa di Leone Allacci.
- Περὶ τῇς ἐκπορεύσεως τοῦ Ἀγίου Πνεύματος καὶ περὶ τῇς μιᾶς ἁγίας καθολικῆς Ἐκκλησίας, τοῖσ ἐν Κρήτῃ θεἰοις ἀνδράσι ἰερομονάχοις τε καὶ ἰερεῦσι, De Processione Spiritus Sancti et de Una Sancta Catholica Ecclesia, Divinis Hominibus, qui in Creta Insula Sunt, Hieromonachis et Sacerdotibus, Roma, 1652 in Graecia Orthodoxa di Leone Allacci.

In Latino (in ordine di pubblicazione):
- Rhetorica, Libri V, Venezia, 1470
- De Octo Partibus Orationis ex Prisciano Compendium, Milano, 1472
- De Artificio Ciceronianae Orationis pro Q. Ligario, Venezia, 1477
- Commentarius in Philippica Ciceronis, Venezia, anno di pubblicazione sconosciuto
- Dialectica, Strasburgo, 1509
- Comparationes Philosophorum Platonis et Aristotelis, Venezia, 1523
- De Antisciis in quorum Rationem Fata sua rejiscit, Venezia, 1525
- Cur Astrologorum Judicia plerumque falluntur, Venezia, 1525
- Expositio in illud "Si eum volo manere donec veniam", Basilea, 1543
- In Claudii Ptolemaei Centum Sententias Commentarius, Colonia, 1544
- Acta Beati Andreae Chii, Colonia, 1618

Traduzioni (in ordine di pubblicazione):
- Eusebius Pamphili de Praeparatione Evangelica a Giorgio Trapezuntio traductus, Venezia, 1470
- Joannes Chrysostomus super Matthaeum, Colonia, 1487
- Rhetoricorum Aristotelis ad Theodecten Libri Tres, Lipsia, 1503
- Opus insigne Beati Patris Cyrilli, patriarchae Alexandriae in Evangelicum Joannis, Parigi, 1508 (Vol I-IV e vol. IX-XII). I vol. V-VIII sono di Jodocus Clichtoveus curatore dell'edizione
- Joannis Chrysostomy de Laudibus et Excellentia Sancti Pauli Homiliae quatuor per Georg. Trapezuntium e Graeco traductae, Lipsia, 1510
- Praeclarum Opus Cyrilli Alex. qui Thesaurus nuncupatur, Parigi, 1513
- Almagesti Ptolemaei Libri XIII, Venezia, 1515
- Sti Gregorii Nysseni De Vitae Perfectione, sive Vita Moysis, Vienna, 1517
- Sti Basilii Magni adversus Apologiam Eunomii Antirrehticus, Libri V, Roma, 1526
- Historia Sanctorum Barlaam et Josaphat, Basilea, 1548.

Traduzioni inedite:

Aristotele:
- Problemata
- Physica
- De Anima
- De Animalibus
- De Generatione et Corruptione

Platone:
- De Legibus